# Acroneuria flinti
Acroneuria flinti és una espècie d'insecte plecòpter pertanyent a la família dels pèrlids.

## Distribució geogràfica
Es troba a Nord-amèrica: Virgínia (els Estats Units).